# اچ‌دی ۱۸۱۴۳۳
اچ‌دی ۱۸۱۴۳۳ یک ستاره است که در صورت فلکی طاووس قرار دارد.